# Johannes van den Driesche
Johannes van den Driesche, latinisé en Drusius voire Drieschius, né le 28 juin 1550 à Audenarde et mort le 12 février 1616 à Franeker, est un philologue néerlandais.
Il était considéré, probablement à raison, comme le plus grand hébraïsant de son temps. Tous ses travaux universitaires ont visé à faire servir l’étude de l’hébreu à l’interprétation de l’Ancien et du Nouveau Testament.

## Biographie
Van den Driesche vit le jour quelques semaines seulement après la première vague d’iconoclasme en Flandre. Son père, Clément Van der Driesche était en grande estime parmi les siens et avait une fortune considérable, qu’il perdit en embrassant le protestantisme, tandis que sa femme restait fidèle à l’Église catholique. Sa famille fut ainsi réduite à une situation précaire. Ses biens furent confisqués, il fut proscrit et obligé, au commencement de 1567, de fuir en Angleterre à cause de ses croyances religieuses. Il s’installa à Londres et, faisant tous ses efforts pour y attirer son fils ainé, Jean, que sa mère avait gardé près d’elle, il finit par réussir. Lorsque van den Driesche, qui avait fait de notables progrès dans les langues anciennes, arriva, âgé de dix-sept ans, à Londres à la fin de 1567, il y fut soigneusement élevé et instruit par son père. Il continua à Londres même et à l’université de Cambridge, sous les meilleurs professeurs, ses études approfondies des classiques grecs et latins et, se destinant au ministère, plus spécialement les langues hébraïque et aramaïque et l’étude de la Bible. Il étudia notamment l’hébreu avec Antoine Chevalier, chez qui il résida pendant son séjour à Cambridge.
En 1572, quoique âgé de vingt-deux ans seulement, on lui proposa une chaire d’hébreu à l’université d’Oxford et à celle de Cambridge. Ayant accepté la première, il y professa pendant quatre ans l’hébreu, le chaldéen et le syriaque, obtenant une véritable célébrité comme savant dans les langues orientales. Étant retourné alors dans son pays, il revint à Londres vers son père, qu’il finit par accompagner à son retour d’exil, en 1576, après la pacification de Gand mettant un terme à la guerre civile. Van den Driesche obtint bientôt une chaire à l’université de Leyde. Le 7 mai 1577, son nom fut inscrit dans l’Album de cette université, afin qu’il put jouir de l’exemption des droits d’accise, mais ses appointements étaient peu considérables, et ce ne fut qu’après un enseignement illustre de sept années qu’il reçut diverses invitations avantageuses d’Angleterre et de la Frise. Ayant accepté cette dernière proposition en 1585, il remplit, à l’université de Franeker, la chaire d’hébreu et d’exégèse de l’Ancien Testament jusqu’à sa mort.
Van den Driesche s’est livré à une étude approfondie des exégètes juifs médiévaux, tels que Rachi, Qimhi et Levita. En 1594, le Synode de Hollande septentrionale lui avait confié la révision d’une traduction de la Bible dédiée à Marnix de Sainte-Aldegonde. Il fut chargé, en 1600, par les États généraux des Pays-Bas de la composition d’un commentaire sur les passages difficiles dans l’Ancien Testament, comme préliminaire à une traduction améliorée en néerlandais. Ce travail n’a été publié qu’après sa mort, mais il avait laissé un énorme corpus, dont une partie a été publiée de son vivant, et une autre partie, également préparée par lui-même, un an après sa mort. Vivant et travaillant à une époque de grands bouleversements et les seize dernières années de sa vie ont été marquées par la controverse lorsqu’il dut faire face à deux tentatives de nuire à sa réputation d’orthodoxie et de sincérité religieuse, à Franeker. D’abord le professeur jésuite à l’université de Wurtzbourg, Nicolaus Serarius, l’accusa d’hérésie, et la féroce controverse qui s’ensuivit tourna à l’avantage de van den Driesche, qui bénéficiait du soutien de Joseph Juste Scaliger. L’indignation ressentie par cet universitaire devant l’accusation infondée qu’il n’était qu’un simple grammairien, et non un théologien, résonne néanmoins dans toutes ses œuvres ultérieures. La deuxième tentative, plus vicieuse, venait de son camp. Comme il était l’ami de Jacobus Arminius, le parti anti-remonstrant le soupçonna d’être de son côté et accusa son commentaire sur l’Ancien Testament d’iniquité. En 1615, la défense d'une thèse sur Proverbes 08:22, présidée par van den Driesche, incita un proche associé à Franeker, Sibrand Lubbert (en), à lancer une campagne l'accusant d’arianisme. Sa réputation suffit à le sauver de cette tentative de diffamation, mais il avait répondu à l’accusation avec une telle férocité, ridiculisant ouvertement et condamnant les petits docteurs ne connaissant que leur catéchisme au lieu de la Bible et de ses langues, que les États de la Frise lui interdirent de faire usage d’un langage immodéré contre Lubbert. Quatre jours après ce décret, van den Driesche, qui avait affirmé qu’il était prêt à soumettre toutes ses constatations et conclusions au jugement de l’Église catholique orthodoxe, mourait. Le texte hébreu et les paroles grecques qu’il avait écrits dans l’Album n’ont pu être déchiffrées.
Ses leçons, dit son biographe, étaient tellement courues qu’on y voyait une foule d’étudiants de Suisse, d’Allemagne, de Belgique, de France et d’Angleterre. Van den Driesche était en correspondance avec la plupart des hommes remarquables de son temps, comme Jacob Alting, Bèze, Johannes Buxtorf, Isaac Casaubon, Peter van der Kun, les Gentili, Juste Lipse, Montaigne, Scaliger, Friedrich Sylburg, et une foule d’autres. Son gendre, Abel Curiander, avait entre les mains 1 600 lettres adressées à van den Driesche et 2 300 lettres écrites par lui, sans compter une multitude de lettres hébraïques, grecques, françaises, anglaises et belges. Il publia un grand nombre de livres et de traités et laissa beaucoup de manuscrits traitant en général d’exégèse, qui furent en partie imprimés après sa mort et ont en majeure partie été réunis dans Critici sacri, sive, Annotata doctissimorum virorum in Vetus ac Novum Testamentum : quibus accedunt tractatus varii theologico-philologici, Amsterdam, Theodore Boom, 1662, Utrecht, Willem van de Water, 1698. C’est par tous ces ouvrages et une foule d’autres du même genre que van den Driesche acquit une place des plus honorables parmi les savants protestants de son temps. Il est égal au premier d’entre eux comme exégète et critique biblique, et supérieur à la plupart par son érudition profonde et l’étendue de ses connaissances linguistiques. Le critique Richard Simon a dit de lui : « Drusius doit être préféré à tous les autres, à mon avis ; car, outre qu’il était un savant hébraïsant et qu’il pouvait consulter lui-même les livres des Juifs, il avait lu les anciens traducteurs grecs, il s’était formé une meilleure idée de la langue sainte que les autres critiques, qui ne se sont appliqués qu’à la lecture des rabbins ; et l’on peut ajouter qu’il avait lu aussi les ouvrages de saint Jérôme et de quelques autres Pères. En un mot, Drusius est le plus savant et le plus judicieux de tous les critiques qui sont dans ce recueil. »
De son vivant, de nombreux éloges, en vers et en prose, en latin, en grec et en hébreu, lui furent adressés, et sa mort fut déplorée, dans des poèmes élégiaques, Sixtus Amama, Artopaeus (de), Sartorius (de). Ses nombreux ouvrages furent peu lus aujourd’hui après sa mort, mais ils ne furent pas tout à fait oubliés des érudits qui y ont puisé des renseignements fort exacts et des observations très justes. Ses travaux auraient sans doute été plus solides et plus fructueux si van den Driesche avait connu toutes les branches du tronc sémitique ou si, du moins, il avait su l’arabe, mais cette connaissance universelle était rare à cette époque et n’était pas aussi facile à acquérir alors. Le 4e vol. des Critici sacri renferme, dans les Præambula, l’écrit attribué à son gendre, Abel Curiander : Vitiæ operumque Joannis Drusii editorum et nondum editorum delineatio et tituli.

## Publications
- Alphabetum Hebraïcum vetus, 1584.

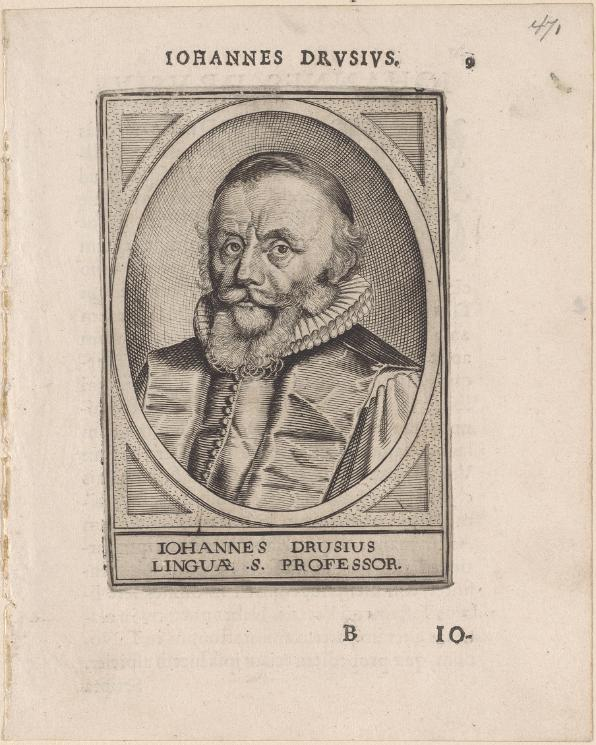
Estampe de Drusius, Collections spéciales de la BU de Leyde.

- Animadversionum libri duo, in quibus, præter dictionem Ebraicam, plurima loca Scripturæ interpretumque veterum erplicantur, emendantur, Leyde, 1585.
- τὰ ἱερὰ παράλληλα, Parallela sacra, h. e. locorum veteris Testamenti cum iis quæ in novo citantur conjuncta commemoratio, Franeker, 1588.
- Observationum sacrarum libri XVI, Franeker, 1594, 2e éd.
- Quæstionum Ebraicarum libri tres, in quibus innumera Scripturæ loca explicantur aut emendantur, Franeker, 1599, (2e éd.
- Miscellanea locutionum sacrarum tribula in centurias duas, etc., Franeker, 1586.
- Proverbiorum classes duæ, in quibus explicantur proverbia sacra et ex sacris orta ; item Sententia Salomonis, etc., Franeker, 1590.
- Sophia Seirach, sive Ecclesiasticus, Græce ad exemplar Romanum, & Latine ex interpretatione J. Drusii, Franeker, 1596.
- Proverbia Ben-Siræ, etc., in Latinam linguam conversa, scholiisque aut potius commentario illustrata, Franeker, 1597.
- Liber Hasmonæorum, qui vulgo prior Machabæorum; Græce, ex edit. Romana, Franeker, 1600.
- Tabulae in grammaticam Chaldaïcam ad usum juventutis, 1602.
- De Hasidæis, quorum mentio in libris Machabæorum, libellus, Franeker, 1603.
- De nomine Dei Elohim, Franeker, 1603
- De nomine Dei proprio, quod Tetragrammaton vocant, Franeker, 1604
- Une édition de Sulpicius Severus, 1607.
- Opuscula quæ ad grammaticam spectant omnia, 1609.
- Lacrymae in obitum J. Scaligeri, 1609.
- Grammatica linguæ sanctæ nova, 1612.
- De patriarcha Henoch ejusque raptu, et libro e quo Judas apostolus testimonium profert, Franeker, 1615.
- Veterum interpretum Græcorum in totum vetus Testamentum Fragmenta collecta, versa et notis illustrata, Arnheim, 1622.Ce dernier ouvrage, ainsi que Ad difficiliora Pentateuchi, i.e., quinque librorum Mosis Commentarius, etc., Franeker, 1617, et Annotatt. in loca difficiliora librorum Josuæ, Judicum et Samuelis, etc., Franeker, 1618, et d’autres, n’ont paru qu’après la mort de l’auteur, édité par son étudiant Sixtinus Amama, et sont comptés encore par Curiander parmi les nondum édita.